# Prežihova ulica (Maribor)

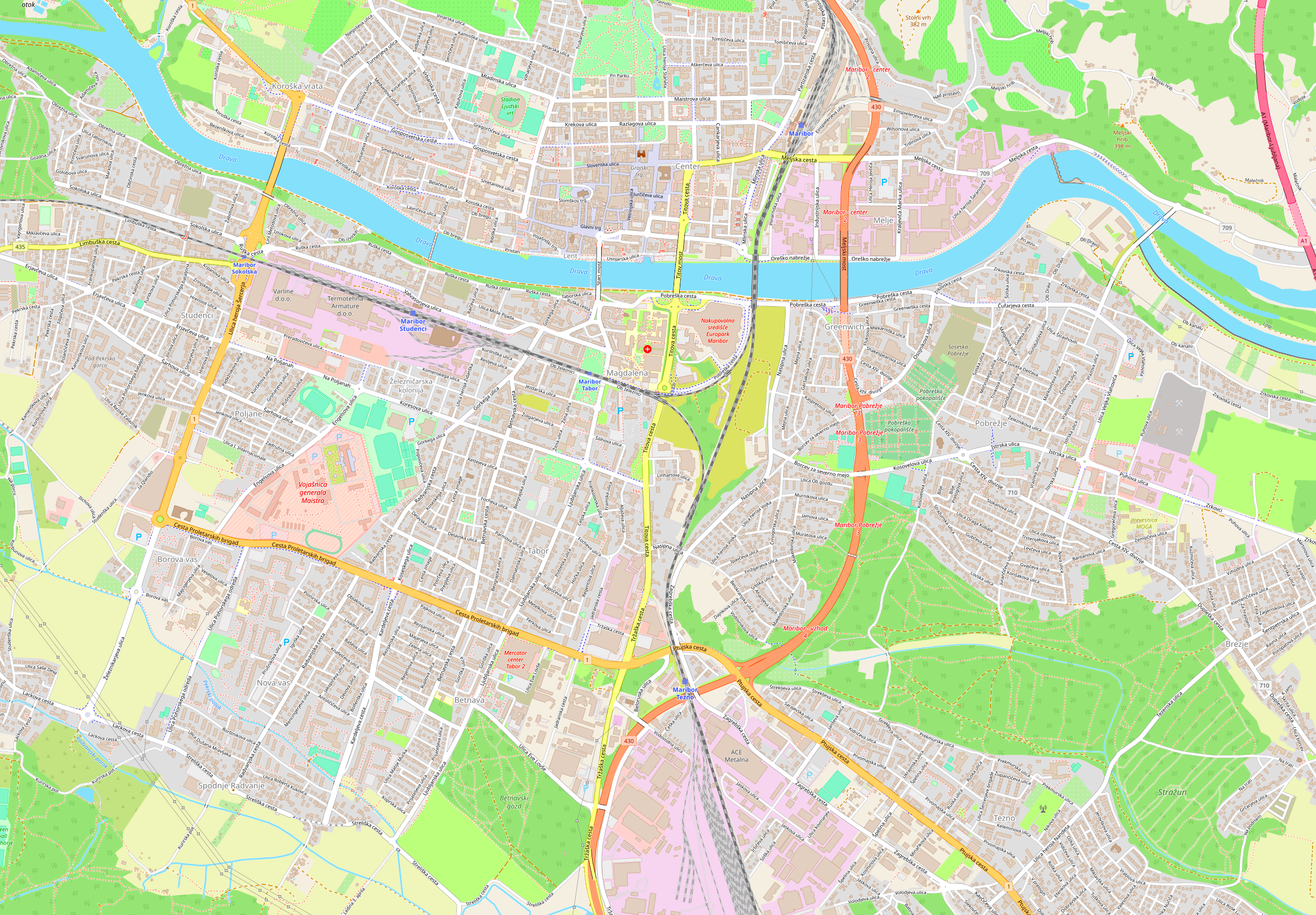

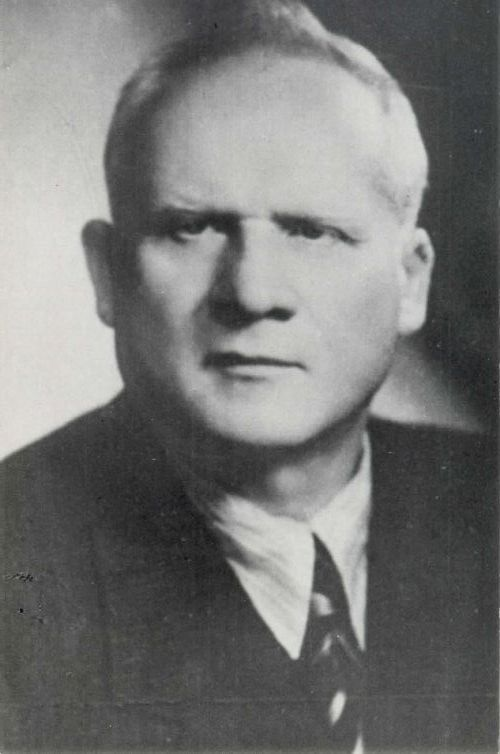
Prežihov Voranc

Prežihova ulica (Prežihov-Gasse) ist der Name einer Straße im Stadtbezirk Koroška vrata von Maribor, Slowenien. Sie ist benannt nach dem slowenischen Schriftsteller und Politiker  Prežihov Voranc.

## Geschichte
1876 erhielt ein alter Weg in der Kärntner Vorstadt den Namen Gartengasse. Ab 1919 und erneut ab Mai 1945 wurde die slowenische Bezeichnung Vrtna ulica verwandt. Nach der deutschen Besetzung im April 1941 wurde sie vorübergehend in Garten Gasse umbenannt, und später im selben Jahr wurde sie in Schlageter Gasse umbenannt, nach dem deutschen Nationalsozialisten Albert Leo Schlageter (1894–1923). Im Jahr 1952 wurde sie in Prežihovega Voranca-Straße umbenannt. Im Jahr 1953 wurde der Name in Prežihova ulica geändert. Die Straße wurde nach Prežihov Voranc benannt, der die letzten Jahre seines Lebens in einem Haus in dieser Straße verbrachte.

## Lage
Die Straße verläuft von der Koroška cesta westlich der Strossmeyerjeva ulica nach Norden als Fahrstraße bis zum Platz vor der Lukna-Sporthalle am Stadion Ljudski vrt.

## Abzweigende Straßen
Die Prežihova ulica berührt folgende Straßen (von Süden nach Norden): Belačeva ulica, Smetanova ulica, Gosposvetska cesta und Gregorčičeva ulica.

## Bauwerke und Einrichtungen
- Stadion Ljudski vrt